# Девлет Бахчелі
Девлет Бахчелі (тур. Devlet Bahçeli; нар. 1 січня 1948 р., Бахче, Османіє) — турецький вкрай правий націоналістичний політик, з 1997 року голова Партії націоналістичного руху, наступник Алпарслана Тюркеша. Віцепрем'єр в уряді Бюлента Еджевіта в 1999—2002 роках. Із 2 червня до 7 червня 2023 року виконував обов'язки голови Великих національних зборів Туреччини.

## Економіст-націоналіст
Народився в знатній і заможній сільській родині туркменського походження. Саліх Бахчелі-старший був великим фермером і комерсантом, членом Народно-республіканської партії і прихильником Ісмета Іньоню. Середню освіту Девлет Бахчелі здобув у Стамбулі. Закінчив Університет Газі в Анкарі, має ступінь доктора економічних наук. Викладав економіку в Університеті Газі.
Студентом Девлет Бахчелі приєднався до Республіканської селянської національної партії Алпарслана Тюркеша, згодом перетвореної на Партію націоналістичного руху (MHP, ПНР). Перебував в «ідеалістичному вогнищі» — молодіжному осередку турецьких крайніх націоналістів. Дотримувався ультраправих антикомуністичних поглядів, брав активну участь у студентському націоналістичному русі, керував університетським осередком. При цьому займався науковими дослідженнями в галузі економіки, а також історією Туреччини та зовнішньополітичною проблематикою пантюркізму.
Після військового перевороту 12 вересня 1980 року і заборони політичних партій Бахчелі змушений був на кілька років перервати політичну діяльність. Переключився на правозахист, домагався звільнення заарештованих націоналістів. Згодом Бахчелі різко засуджував переворот 1980 року, називав жорстоким приниженням, втратою майбутніх десятиліть, «потраплянням у пастку імперіалізму».

## Партійний лідер і віцепрем'єр
З 1987 року Девлет Бахчелі належить до керівного кола ПНД. 6 липня 1997 року, незабаром після смерті Тюркеша, Бахчелі був обраний головою партії. Під час голосування делегатів Девлет Бахчелі здобув перемогу над сином засновника партії Йилдиримом Тугрулом Тюркешем.
З травня 1999 по листопад 2002 року він був віцепрем'єром у коаліційному «ліво-правому» уряді лідера лівоцентристської Демократичної лівої партії Бюлента Еджевіта. Обіймав урядову посаду на момент візиту турецького прем'єра до Росії восени 1999 року. В одній із публікацій з цього приводу Бахчелі характеризувався як «майбутнє турецької політики». Ця оцінка, однак, виявилася передчасною: провідною політичною силою Туреччини незабаром стала не націоналістична ПНР, а консервативно-ісламістська Партія справедливості та розвитку (AKP) Реджепа Таїпа Ердогана.

## Політичний курс

### У націоналістичній опозиції
Під керівництвом Девлета Бахчелі ПНД пройшла помітну еволюцію. Новий лідер спробував дещо змінити колишній імідж "партії «Сірих вовків», приглушити етнонаціоналістичні мотиви на користь геополітичних і соціальних. У зв'язку з дезактуалізацією комуністичної загрози об'єктивно знизилося значення антикомунізму. На перший план виведено мотиви національної єдності та цілісності, збереження турецької культури (Бахчелі з великою настороженістю ставиться до проєкту приєднання Туреччини до Євросоюзу), жорсткої протидії сепаратизму, насамперед курдському. Після захоплення Абдулли Оджалана турецькими спецслужбами в лютому 1999 Бахчелі вимагав для нього смерті через повішення.
Турецькі націоналісти підтримують Азербайджан у протистоянні з Вірменією, засуджують контакти офіційної Анкари з Єреваном. Бахчелі та його партія різко критикували Ердогана (за видаткову фінансову політику, зовнішньополітичну озирання на США, недостатньо рішучу підтримку Арабської весни), висловлювали певну симпатію руху Фетхуллаха Гюлена.
На початку 2011 року, напередодні парламентських виборів, між Бахчелі та Ердоганом виникла різка полеміка, причому з боку лідера націоналістів лунали відверті погрози на адресу прем'єр-міністра і його партії. У відповідь Ердоган нагадав про терористичну історію партії Тюркеша-Бахчелі.

### В альянсі з Ердоганом
Парламентські вибори 2015 року зміцнили позиції Партії націоналістичного руху. Кількість голосів, поданих за ПНР, збільшилася майже на 2 мільйони. Партія отримала підтримку 16,3 % виборців і 80 депутатських мандатів. Представники ПНР увійшли до складу уряду. Таким чином окреслився новий курс Бахчелі — зближення з президентом Ердоганом і його AKP.
У листопаді 2015 року відбулися дострокові вибори. Партія Бахчелі зазнала помітних втрат. Стало очевидно, що значна частина електорату ПНД відкидає союз з ісламістами. Однак Бахчелі продовжив узятий курс. Перед Конституційним референдумом 2017 року ПНР підтримала поправки до конституції, що розширюють повноваження президента. У 2016 році під час спроби перевороту проти Ердогана Бахчелі від імені партії засудив заколот і підтримав президента.
Зближення Бахчелі з Ердоганом, фактична підтримка політики ісламізації призвела до розколу ПНД. Послідовні прихильники світського націоналізму на чолі з Мераль Акшенер порвали з Партією націоналістичного руху і заснували Хорошу партію (IYI).
На парламентських виборах 2018 року Партія націоналістичного руху виступала у складі Народного альянсу, в якому домінувала Партія справедливості та розвитку. Таким чином, під керівництвом Девлета Бахчелі ПНР повністю змінила орієнтацію і вступила в коаліцію з ісламістами Ердогана. На цих виборах ПНР отримала близько 11 % голосів і 49 мандатів (нещодавно створена IYI — майже 10 % і 43 мандати).
Девлет Бахчелі рішуче підтримав Азербайджан у Другій карабаській війні і схвалив позицію президента Ердогана. Засуджує військову операцію Росії в Сирії та вторгнення Росії на Україну. Пропонує дистанціюватися у відносинах зі США, заперечує проти участі Туреччини як у ЄС, так і в ШОС, виступає за формування «Турецького світу».
У 2023 році на президентських і парламентських виборах ПНД знову підтримувала Ердогана і виступала в альянсі з його партією. Рівень підтримки залишився приблизно колишнім, фракція ПНР у новому скликанні парламенту становила 50 депутатів. 2 червня 2023 року Девлет Бахчелі був затверджений в.о. голови Великих національних зборів Туреччини.